# Константиновка (Пологовский район)
Константиновка (укр. Костянтинівка) — село,
Константиновский сельский совет,
Пологовский район,
Запорожская область,
Украина.
Код КОАТУУ — 2324284601. Население по переписи 2001 года составляло 372 человека.
Является административным центром Константиновского сельского совета, в который, кроме того, входят сёла
Решетиловское и
Чумацкое.

## Географическое положение
Село Константиновка находится на расстоянии в 1,5 км от села Чумацкое
По селу протекает пересыхающий ручей с запрудой.
Рядом проходит автомобильная дорога Т-0401.

## История
- 1790 год — дата основания.

## Экономика
- «Коммунар», агрофирма, ООО.

## Объекты социальной сферы
- Школа.